# (9716) Severina
(9716) Severina (1975 UE) – planetoida z pasa głównego asteroid okrążająca Słońce w ciągu 3,78 lat w średniej odległości 2,43 j.a. Odkryta 27 października 1975 roku.